# Anneliese Hinze-Sokolowa
Anneliese Hinze-Sokolowa, auch Anneliese Hinze-Sokoloff (geb. vor 1960) ist eine deutsche Filmeditorin.
Hinze-Sokolowa war von 1960 bis 1991 als Schnittmeisterin beim DDR-Filmunternehmen DEFA beschäftigt. In dieser Zeit wirkte sie am Filmschnitt von 42 Produktionen mit.

## Filmografie (Auswahl)
- 1960: Das Zaubermännchen
- 1961: Eine Handvoll Noten
- 1962: Der Kinnhaken
- 1962: Die Nacht an der Autobahn (Fernsehfilm)
- 1963: Reserviert für den Tod
- 1963: Es geht nicht ohne Liebe
- 1964: Schwarzer Samt
- 1965: Entlassen auf Bewährung
- 1966: Schwarze Panther
- 1967: Der Revolver des Corporals
- 1968: Heißer Sommer
- 1972: Reife Kirschen
- 1977: Wer reißt denn gleich vor’m Teufel aus
- 1978: Hiev up
- 1979: Das Pferdemädchen
- 1980: Komödianten-Emil
- 1981: Darf ich Petruschka zu dir sagen?
- 1983: Unser bester Mann
- 1983: Frühstück im Bett
- 1986: Ernst Thälmann
- 1988: Polizeiruf 110: Still wie die Nacht
- 1989: Polizeiruf 110: Katharina
- 1991: Luv und Lee (Fernsehserie, 7 Folgen)